# Вајголсхаузен
Вајголсхаузен (њем. Waigolshausen) општина је у њемачкој савезној држави Баварска. Једно је од 29 општинских средишта округа Швајнфурт. Према процјени из 2010. у општини је живјело 2.843 становника. Посједује регионалну шифру (AGS) 9678190.

## Географски и демографски подаци
Вајголсхаузен се налази у савезној држави Баварска у округу Швајнфурт. Општина се налази на надморској висини од 247 метара. Површина општине износи 23,8 km². У самом мјесту је, према процјени из 2010. године, живјело 2.843 становника. Просјечна густина становништва износи 120 становника/km².